# Pixodarus exasperatus
Pixodarus exasperatus är en skalbaggsart. Pixodarus exasperatus ingår i släktet Pixodarus och familjen långhorningar.

## Underarter
Arten delas in i följande underarter:
- P. e. exasperatus
- P. e. inflatus